# Zakenreis
Dit overzicht is mogelijk incompleet; u kunt helpen door het uit te breiden.

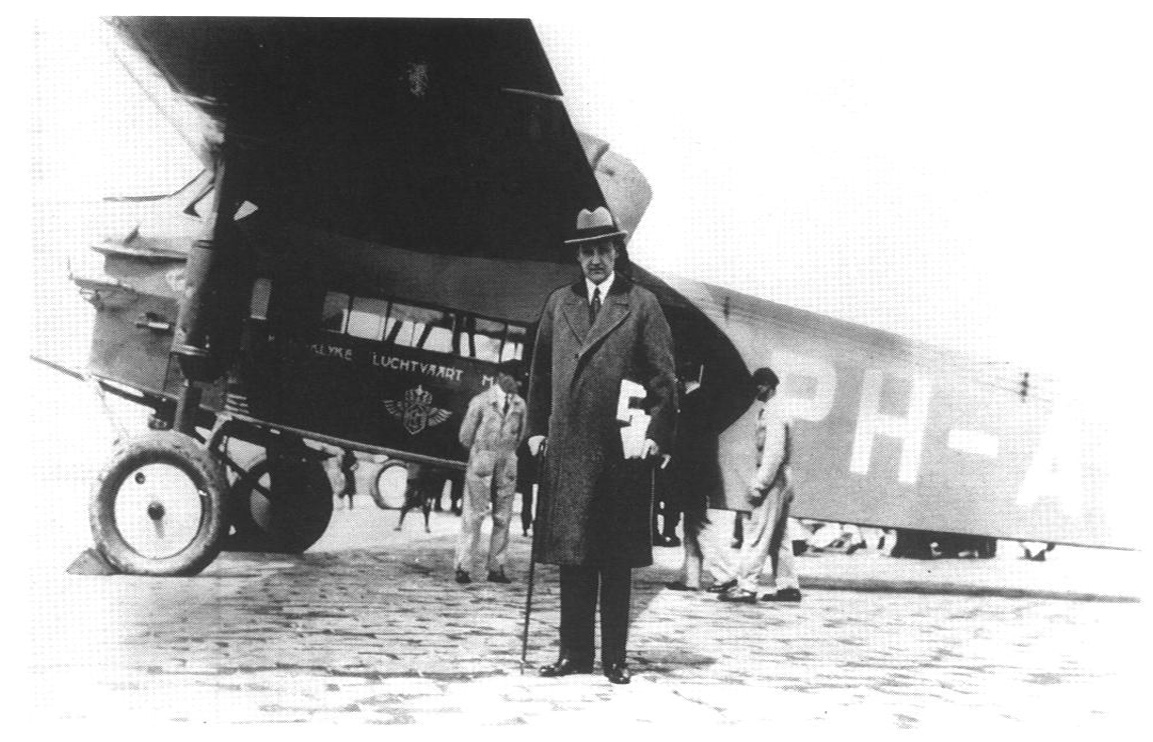
Zweedse zakenman Ivar Kreuger onderneemt een zakenreis per vliegtuig in 1930

Een zakenreis, ook wel dienstreis genoemd, is een door een werkgever of door de overheid georganiseerde reis voor een of meer werknemers of ambtenaren met het doel om contacten te leggen en/of zaken te doen met anderen die in dezelfde of aanverwante branches werkzaam zijn. Het kan hierbij onder meer gaan om directe handelsrelaties, maar ook om het bijwonen van een congres of een cursus. Ook het bijwonen van een (directie)vergadering kan een reden zijn vanwege de steeds strengere fiscale vestigingseisen voor vennootschappen.
Zakenreizen worden door de werkgever goedgekeurd en deze vergoedt meestal de benodigde reis- en verblijfskosten.